# HMAS Norman (1940)
HMAS Norman – niszczyciel z okresu II wojny światowej, należący do typu N (J/K/N), w służbie marynarki australijskiej w latach 1941–1945, po wojnie w służbie brytyjskiej Royal Navy w latach 1945–1946 jako HMS „Norman”. Nosił znak taktyczny G49, od kwietnia 1945: D16. Służył głównie na Oceanie Indyjskim i Pacyfiku.
Podczas wojny, „Norman” otrzymał dwa wyróżnienia bitewne (Battle Honours): za Birmę 1944-1945 i Okinawę 1945.

## Budowa
Okręt zamówiono 15 kwietnia 1939 w ramach programu finansowego na 1939 rok. Stępkę pod budowę  położono 27 lipca 1939 w stoczni Thornycroft w Southampton. Kadłub  wodowano 30 października 1940. Okręt budowany był dla marynarki brytyjskiej Royal Navy pod nazwą HMS „Norman” (jako drugi okręt brytyjski o tej nazwie, po niszczycielu z I wojny św.). Budowa przeciągnęła się na skutek wyższego priorytetu nadanemu remontom uszkodzonych okrętów i późnej dostawie urządzeń kierowania ogniem.  Ostatecznie wraz z 5 innymi okrętami tego typu „Norman” został przekazany przed ukończeniem Marynarce Wojennej Australii, pozostając własnością rządu brytyjskiego. Do służby został przyjęty jako HMAS „Norman” 15 września 1941, jeszcze przed oficjalnym zakończeniem budowy i próbami odbiorczymi 29 września 1941. W tej samej stoczni budowano też równocześnie niszczyciel tego typu HMAS „Nepal” (ex- „Norseman”), a wcześniej HMS „Kashmir” i HMS „Kimberley” takiego samego typu K.

## Służba

### Północna Europa 1941
Przez pierwszy okres uzyskiwania gotowości bojowej „Norman” stacjonował w Scapa Flow, w składzie Floty Metropolii (Home Fleet), operując na wodach na północ od Wielkiej Brytanii. Między 7 do 17 października 1941 zawiózł delegację Związku Handlowego z Islandii do Archangielska w ZSRR i patrolował na Morzu Białym. W grudniu okręt był w naprawie w Southampton, połączonej z wyposażaniem w sprzęt radarowy.

### Ocean Indyjski 1942
„Norman” został następnie skierowany docelowo na Ocean Indyjski w skład brytyjskiej Floty Wschodniej (Eastern Fleet), dokąd wyruszył 17 stycznia 1942 płynąc w eskorcie konwoju WS-15 przez Freetown i Durban (z pancernikiem HMS „Resolution” i początkowo polskim niszczycielem ORP „Garland”). 4 marca dokonwojował ostatnią część statków (konwój DM-3) do Kolombo na Cejlonie, po czym dołączył do bliźniaczych okrętów  7. Flotylli Niszczycieli Floty Wschodniej w atolu Addu na Malediwach. Przydzielony został (w odróżnieniu od pozostałych okrętów typu) do Zespołu B („wolnego”) Floty Wschodniej podczas japońskiego wypadu na Ocean Indyjski w kwietniu, lecz nie doszło do starć z przeciwnikiem. W maju operował z Kilindini w służbie eskortowej.

### Morze Śródziemne 1942
Na przełomie maja i czerwca 1942 „Norman” został wraz z 7. Flotyllą Niszczycieli skierowany na krótko na Morze Śródziemne, do Aleksandrii, w celu uczestnictwa w silnej operacji konwojowej Vigorous na Maltę. Operacja ta, w dniach 13-16 czerwca, spotkała się jednak z silnym przeciwdziałaniem lotnictwa państw Osi i zakończyła się porażką (zatopiono m.in. HMAS „Nestor”). Pod koniec czerwca powrócił z flotyllą na Ocean Indyjski.

### Ocean Indyjski 1942–1945
Od lipca 1942 „Norman” ponownie służył we Flocie Wschodniej, w osłonie konwojów i sił głównych floty, bazując głównie w Kilindini i na Cejlonie. Od 30 lipca do 2 sierpnia brał udział w operacji Stab pozorującej atak na Andamany, w osłonie pancernika HMS „Warspite” i lotniskowców HMS „Illustrious” i HMS „Formidable”. Od 9 września brał udział w drugiej fazie inwazji na francuski Madagaskar, ubezpieczając 10 września lądowanie pod Majunga przed atakiem okrętów podwodnych (operacja Stream). Przez kolejne miesiące pełnił służbę eskortową i patrolową, poszukując okrętów podwodnych w rejonie Afryki Południowej, stacjonując głównie w Durbanie.
W lutym 1943 „Norman” osłaniał duży konwój statków pasażerskich przewożących australijską 9. Dywizję Piechoty z Adenu do Australii (operacja Pamphlet). W marcu i kwietniu był remontowany w Simonstown, po czym powrócił do służby konwojowej i patrolowej na Oceanie Indyjskim. W lipcu był dokowany w Durbanie.
W październiku „Norman” przebazował do Trincomalee na Cejlonie, osłaniając siły Floty Wschodniej. Od 22 do 31 marca 1944 wziął udział w operacji Diplomat - wypadzie głównych sił floty z lotniskowcem HMS „Illustrious” na Oceanie Indyjskim w celu spotkania z lotniskowcem USS „Saratoga”. Od kwietnia do czerwca był remontowany w Sydney (nie wziął udziału w atakach floty na Sabang i Surabaję).
W sierpniu 1944 „Norman” powrócił do 7. Flotylli w Trincomalee. W październiku wziął udział w ataku na Nikobary - operacji Millet, mającej rozproszyć uwagę japońską przed amerykańskim lądowaniem na Leyte. W składzie 2. grupy zespołu 63 (Task Group 63.2, z krążownikiem HMS „London” i niszczycielami HMS „Raider” i „Van Galen” bombardował 17 i 18 października wyspę Car Nicobar. Powrócił następnie do zadań eskortowych.
W styczniu 1945 „Norman” działał u wybrzeży Birmy i w Zatoce Bengalskiej, w składzie zespołu 64 nowo utworzonej Floty Indii Wschodnich. Od 18 stycznia 1945 brał udział w akcji przeciw wyspom Cheduba i Ramree (operacja Sankey). 21 stycznia osłaniał lądowanie na Ramree. 26 stycznia ostrzeliwał wyspę Cheduba (z niszczycielami „Raider”, „Paladin” i „Rapid”), a 30 stycznia brał udział w desancie na wyspie Sagu wraz z „Raiderem” i czterema barkami desantowymi.

### Ocean Spokojny 1945
W marcu okręt był przygotowywany w Sydney do współdziałania z flotą amerykańską i przydzielony do Brytyjskiej Floty Pacyfiku (zmieniono wówczas znak taktyczny na D16). Bazował w wysuniętej bazie Manus. Wraz z pozostałymi australijskimi niszczycielami typu N 7. Flotylli, głównie osłaniał zespół zaopatrzeniowy (Logistic Support Group - Task Force 112) brytyjskich sił głównych (TF 57), w toku operacji w maju i czerwcu pod Okinawą - przeciw wyspom Sakishima (operacje Iceberg One & Two). Między 19 a 22 maja osłaniał brytyjskie lotniskowce TF 57, przy czym od 20 maja holował i eskortował holowanie uszkodzonego w kolizji niszczyciela HMS „Quilliam” na Leyte. W lipcu i sierpniu osłaniał flotę w Manus. Po kapitulacji Japonii powrócił do Australii.
Podczas wojny, „Norman” przepłynął ok. 270.000 mil morskich.

## Dowódcy
- 15 września 1941 – 23 czerwca 1943: kmdr por. (Commander) Henry M. Burrell
- 23 czerwca 1943 – 2 listopada 1944: kmdr por. (Commander) H.J. Buchanan
- 2 listopada 1944 – : kmdr ppor. (Lieutenant Commander) J. Plunkett-Cole

## Po wojnie
W październiku 1945 „Norman” został zwrócony Wielkiej Brytanii w zamian za niszczyciel HMS „Queenborough”, dokąd przybył 12 grudnia 1945. W Wielkiej Brytanii nie wszedł do aktywnej służby i na początku 1946 został wycofany do rezerwy w Plymouth, a od sierpnia 1950 w Chatham i później w Devonport. W styczniu 1953 odstawiono go na składowanie w Penarth. Ostatecznie skreślony z listy floty w 1956 i sprzedany na złom do stoczni w Newport, gdzie przybył 1 kwietnia 1958.

## Dane techniczne
Uwaga – dane dotyczące uzbrojenia i radarów odnoszą się ogólnie do okrętów typu N, daty zmian w przypadku konkretnego okrętu są orientacyjne.

### Uzbrojenie
- 6 dział 120 mm QF Mk XII na podwójnych podstawach CP Mk XIX, osłoniętych maskami (3xII)
  - długość lufy: L/45 (45 kalibrów), donośność maksymalna 15.520 m, kąt podniesienia +40°, masa pocisku 22,7 kg
- 1 działo plot 102 mm QF Mk V na podstawie HA Mk III (do 1942/1943)
  - długość lufy: L/45, kąt podniesienia +80°, masa pocisku 14,06 kg
- 4 automatyczne armaty przeciwlotnicze 40 mm Vickers Mk VIII („pom-pom”) poczwórnie sprzężone na podstawie Mk VII (1xIV)
- 4-6 automatyczne działka plot 20 mm Oerlikon 20 mm (ilość stopniowo wzrastała, 4xI do 6xI, później 2xII i 2xI)
- 5 wyrzutni torpedowych 533 mm w aparacie torpedowym PR Mk II (1xV), 5 torped Mk IX
  -     - od 1942/43 – 10 wyrzutni (2xV)
- 1 zrzutnia na 6 bomb i 2 miotacze bomb głębinowych (20–45 bomb głębinowych)

### Wyposażenie
- hydrolokator
- system kierowania ogniem artylerii: dalocelownik (DCT) i główny dalmierz (na nadbudówce dziobowej)
- radar dozoru ogólnego Typ 286 (od 1941, na głównym maszcie), później Typ 291
- radar kierowania ogniem plot Typ 285 (od 1941, na stanowisku dalmierza)
- radar dozoru ogólnego SG-1 (pod koniec wojny, na maszcie głównym)